# Juncus jaxarticus
Juncus jaxarticus är en tågväxtart som beskrevs av V.I. Kreczetowicz och Nikolai Fedorovich Gontscharow. Juncus jaxarticus ingår i släktet tåg, och familjen tågväxter. Inga underarter finns listade i Catalogue of Life.